# Betun
Betun ist ein indonesischer Ort im Süden der Insel Timor.

## Geographie
Betun ist der Hauptort des seit 2012 bestehenden Regierungsbezirk (Kabupaten) Malaka in der Provinz Ost-Nusa Tenggara. Davor gehörte Betun zum Regierungsbezirk Belu. Außerdem ist Betun der Hauptort des Distrikts (Kecamatan) Zentralmalaka (Malaka Tengah).